# Ioana Măgură Bernard
Ioana Măgură Bernard (n. 24 mai 1940, România – d. 2 august 2022, SUA) a fost o jurnalistă română, stabilită în Germania, apoi în California, Statele Unite ale Americii.

## Cariera
A avut studii dramaturgice și a lucrat până în 1964 la Teatrul Național din Craiova, când a dat interviu pentru angajare la Radio România. De la radio a trecut pe poziție de crainic de televiziune la Televiziunea română unde a prezentat, în 1969, a doua ediție a Festivalului de muzică ușoară "Cerbul de Aur".  În 1969 a emigrat în Israel, de unde a contactat redacția radio "Europa Liberă". În 1970 s-a stabilit în Germania de Vest, la München, unde a fost redactor al departamentului românesc al postului de radio "Europa Liberă". A găzduit printre altele emisiunea „Oameni, Idei, Atitudini” și a fost cea care a citit pe post declarațiile de protest primite de la Paul Goma sau scrisori de la Doina Cornea. În 1996, Ioana Măgură Bernard s-a pensionat.

## Publicații
- Directorul postului nostru de radio, Curtea Veche, 2007, ISBN: 978-973-669-442-4

„Cartea memorialistică a soției sale, Ioana Măgură-Bernard, este un compendiu de o mare sinceritate și de o remarcabilă sensibilitate psihologică al celor mai semnificative momente din cariera acestui mare jurnalist. Este de notat capacitatea Ioanei Bernard de a se retrage din prim plan, de a-și formula opiniile cu calm și prin fine aluzii, prin evitarea oricărei ostentații.”—Vladimir Tismăneanu, "contributers.ro" - A slujit România: Modelul Noël Bernard (1925-1981)

## Distincții
- 2001 - Ordinul național „Pentru Merit” în grad de Comandor, Președinția României[6]
- 2009 - Femeia Anului, „Categoria Apărarea și Promovarea Valorilor Democrație”, Avantaje[7]

## Viața personală
Ioana Măgură Bernard a fost fiica Aurorei Măgură (Altersohn Grunberg; 1899-1983) și a lui Iacob (Iancu) Măgură (Leibovici; 1899-1966). A avut o soră, Ferrera Măgură (1924-1938). Înainte de plecarea din România, a fost căsătorită cu actorul Andrei Prajovschi (1934-2015), cu care a avut o fiică (Andreea), pe care în 1970 reușește să o aducă alături de ea în Germania de Vest (înfiată de cel de al doilea soț). În 1972 se mărită cu Noël Bernard, directorul departamentului românesc al postului de radio Europa Liberă. În 1996, odată cu mutarea redacției radio "Europa Liberă" în Praga, alege să se pensioneze și să se mute în California alături de familia fiicei sale.
A murit la 2 august 2022, după o lungă suferință.